# Plebejus sultana
Plebejus sultana är en fjärilsart som beskrevs av Forster 1936. Plebejus sultana ingår i släktet Plebejus och familjen juvelvingar. Inga underarter finns listade i Catalogue of Life.